# Arnaldo Forlani
Arnaldo Forlani (Pésaro, Marche, 8 de diciembre de 1925-Roma, 6 de julio de 2023) fue un político italiano que ocupó el cargo de Presidente del Consejo de Ministros de Italia entre el 18 de octubre de 1980 y el 26 de junio de 1981.

## Biografía
Después  de licenciarse de abogado, Forlani comenzó su carrera política en 1948 tomando posición como líder del partido demócrata cristiano en Pesaro. En 1954 se volvió miembro de la dirección central de su partido.
Fue elegido miembro de la Cámara de Diputados en 1958 y se desempeñó como ministro de Asuntos Exteriores entre 1976 y 1979. En 1969 había sido elegido presidente del partido demócrata cristiano.
Como primer ministro tuvo que lidiar con escándalos de corrupción dentro de su partido, un terremoto en el sur de Italia y la reanudación del combate de los terroristas de izquierda. Fue visto como un político oscuro que intentó mantenerse al margen de las luchas de facciones de su partido. Durante su presidencia, la lista de adherentes a la logia secreta P2 fue publicada, ganando simpatía del cristianismo radical y especialmente del Partido Comunista Italiano. Por ello fue obligado a renunciar su cargo, estando fuera de la política italiana por un cierto período.
En los dos gobiernos de Bettino Craxi (del Partido Socialista Italiano) fue vice primer ministro. Los historiadores italianos de la época, insinuaron que Craxi, Forlani y Giulio Andreotti suscribieron un pacto secreto para controlar la política italiana, ese pacto fue llamado CAF, por las iniciales de sus apellidos. Durante el escándalo de Tangentopoli Forlani fue acusado de recibir fondos ilegales y por ello se retiró de la política pública.